# Altheim (bei Ehingen)

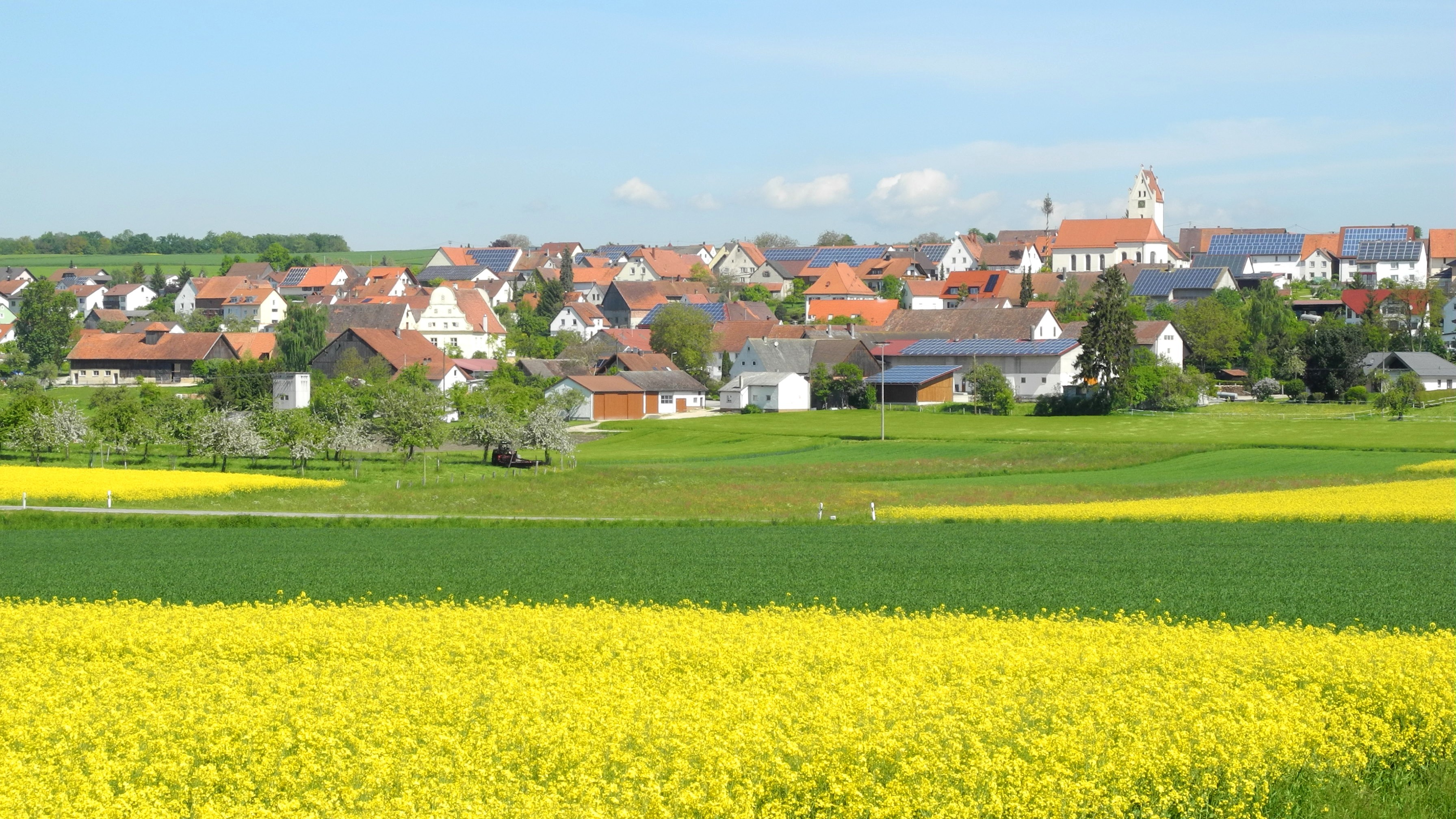
Ortsansicht von Altheim

Altheim ist eine kleine Gemeinde nahe Ehingen im Alb-Donau-Kreis in Baden-Württemberg, zu der außer dem gleichnamigen Dorf keine weiteren Orte gehören.

## Geographie
Altheim liegt am Südabhang der Schwäbischen Alb auf dem Hochsträß, südwestlich von Ulm und nahe der Stadt Ehingen (Donau).
Die Gemeinde grenzt im Norden an die Stadt Schelklingen, im Osten an die Stadt Erbach, im Süden an die Stadt Ehingen und im Westen an Allmendingen.

### Schutzgebiete
Der Nordwestliche Teil der Gemarkung wurde als Landschaftsschutzgebiet Altheim ausgewiesen.

## Geschichte

### Mittelalter und frühe Neuzeit
Ursprüngliche Inhaber des Dorfes waren die Herren von Steußlingen. Im 14. Jahrhundert erwarben Mitglieder der Familie Ruch einzelne Höfe. Zwischen 1425 und 1436 konnte Burkard von Wernau die meisten Höfe erwerben. Einige Höfe blieben im Besitz umliegender Klöster, wie etwa Kloster Blaubeuren. Da Burkards Sohn Conrad von Wernau kinderlos blieb, fiel das Erbe an den jüngeren Bruder Jörg von Wernau. Dieser hatte aber nur vier Töchter und keinen Sohn. Die dritte Tochter, Clara, heiratete Conrad von Stadion, womit 1497 die Güter an die Familie von Stadion fielen. Da auch Conrad von Stadion keinen männlichen Leibeserben hatte, ging der Besitz an den Schwiegersohn Caspar von Freyberg über, welcher 1518 die Erbtochter Appollonia geheiratet hatte. Spätestens seit dem Tod Conrads von Stadion, wohl 1527, blieb die Familie von Freyberg im Besitz der meisten Höfe in Altheim. Die Ortsherrschaft erschien 1528 als freies Eigen der Familie von Freyberg und 1548 kam für sie die volle Gerichtsbarkeit (also die hohe und niedere Gerichtsbarkeit) am Ort als Reichslehen hinzu. In den Jahren von 1701 bis 1705 errichteten die Freiherren von Freyberg das Spätrenaissanceschloss am Ort. Von 1731 bis 1759 hatten die Ortsherren Teile des Dorfes an die Klöster Urspring und Salem verpfändet. Die Herrschaft der Familie von Freyberg dauerte bis zur Ablösung der Lehensherrschaft im 19. Jahrhundert. 

### Seit württembergischer Zeit
Durch die Mediatisierungen zu Beginn des 19. Jahrhunderts kam das Dorf 1805 zum Kurfürstentum Württemberg, welches im Jahr darauf zum Königreich erhoben wurde. Seit 1810 war Altheim für mehr als ein Jahrhundert dem Oberamt Ehingen zugeordnet. Während der NS-Zeit in Württemberg gelangte Altheim 1938 zum neu umrissenen Landkreis Ehingen. Im Jahre 1945 fiel der Ort an die Französische Besatzungszone und kam somit zum Nachkriegsland Württemberg-Hohenzollern, welches 1952 im Bundesland Baden-Württemberg aufging. Seit der Gebietsreform von 1973 ist die Gemeinde Altheim Teil des Alb-Donau-Kreises.

### Religion
Altheim besitzt seit dem hohen Mittelalter eine eigene Pfarrei. Anfänglich war die Altheimer Pfarrei eine Tochterpfarrei der Erbacher Pfarrei. Die Hofbauern des Klosters Blaubeuren verblieben auch nach der Reformation des Klosters beim Katholizismus. 1826 waren alle 318 Einwohner katholisch.
Die Pfarrkirche ist dem Heiligen Michael geweiht, was auf eine frühe Gründung in der alemannischen Epoche hinweist.
Die römisch-katholische Kirchengemeinde St. Michael in Altheim gehört zur Seelsorgeeinheit Allmendingen im Dekanat Ehingen-Ulm der Diözese Rottenburg-Stuttgart.
Durch Zuzug sind heute auch einige evangelische Einwohner in Altheim ansässig.

### Einwohnerentwicklung
Es handelt sich um Einwohnerzahlen nach dem jeweiligen Gebietsstand. Die Zahlen sind Volkszählungsergebnisse (¹) oder amtliche Fortschreibungen des Statistischen Landesamtes Baden-Württemberg (nur Hauptwohnsitze).
| Stand                | Einwohner |
| -------------------- | --------- |
| 1826                 | 318       |
| 1. Dezember 1871 ¹   | 452       |
| 1. Dezember 1880 ¹   | 459       |
| 1. Dezember 1900 ¹   | 464       |
| 1. Dezember 1910 ¹   | 503       |
| 16. Juni 1925 ¹      | 441       |
| 16. Juni 1933 ¹      | 385       |
| 17. Mai 1939 ¹       | 386       |
| 13. September 1950 ¹ | 456       |
| 6. Juni 1961 ¹       | 400       |
| 27. Mai 1970 ¹       | 452       |
| 31. Dezember 1980    | 510       |
| 27. Mai 1987 ¹       | 524       |

| Stand             | Einwohner |
| ----------------- | --------- |
| 31. Dezember 1990 | 548       |
| 31. Dezember 1995 | 533       |
| 31. Dezember 2000 | 553       |
| 31. Dezember 2005 | 573       |
| 31. Dezember 2010 | 582       |
| 31. Dezember 2015 | 599       |
| 31. Dezember 2020 | 636       |

## Politik
Der Gemeinderat in Altheim hat acht Mitglieder. Bei der Kommunalwahl am 9. Juni 2024 wurde der Gemeinderat durch Mehrheitswahl aus einer Einheitsliste gewählt. Mehrheitswahl findet statt, wenn kein oder nur ein Wahlvorschlag eingereicht wurde. Die Bewerber mit den höchsten Stimmenzahlen sind dann gewählt. Der Gemeinderat besteht aus den ehrenamtlichen Gemeinderäten und dem Bürgermeister als Vorsitzendem. Der Bürgermeister ist im Gemeinderat stimmberechtigt.
Schultheißen, Bürgermeister und Ortsvorsteher

Schultheißen bis 1930, Bürgermeister seit 1930. 1971 vereinbarte die Gemeinde eine Verwaltungsgemeinschaft mit der benachbarten Gemeinde Allmendingen.
- 1486 Hans Spalt
- 1716–1753 Josef Mauz
- 1753–1776 Sebastian Kolb
- 1777–1819 Matthäus Mauz
- 1819–1845 Xaver Heisler
- 1846–1870 Anton Geiger
- 1871–1906 Johann Georg Schmid
- 1906–1933 Georg Schaible
- 1933–1942 Franz Moll
- 1942–1946 Josef Traub
- 1946–1971 Georg Enderle
- 1971–1995 Karl Spitzmüller – gleichzeitiger Bürgermeister in Allmendingen
- 1995–2023 Robert Rewitz
- seit 2023 Andreas Schaupp

## Wappen
| Wappen der Gemeinde Altheim | Blasonierung: „Unter silbernem (weißem) Schildhaupt, darin ein blauer Dornenbalken, drei (2:1) silberne (weiße) Kugeln.“ |
| Wappen der Gemeinde Altheim | Wappenbegründung: Mit Erlaubnis des Freiherrn Conrad von Freyberg beantragte die Gemeinde Altheim am 3. März 1937 beim damaligen Reichsstatthalter in Württemberg die Verleihung des unveränderten Wappens dieses seit 1528 hier begüterten Geschlechts. Obwohl diese Verleihung nicht zustande kam, verwendete die Gemeinde schon vor 1945 Briefaufdrucke mit einer Abwandlung dieses Wappens. Die drei silbernen Kugeln standen dort auf schwarzem Grund. Das Schildhaupt war golden und enthielt die schwarze württembergische Hirschstange. Erst am 24. August 1957 verlieh das Innenministerium der Gemeinde ein Wappen, das sich vom freybergischen Familienwappen nur durch den Dornenbalken im Schildhaupt unterscheidet. Dieser ist dem Wappen der Herren von Steußlingen entnommen, die den Ort im 13. Jahrhundert besaßen. |

## Sehenswürdigkeiten

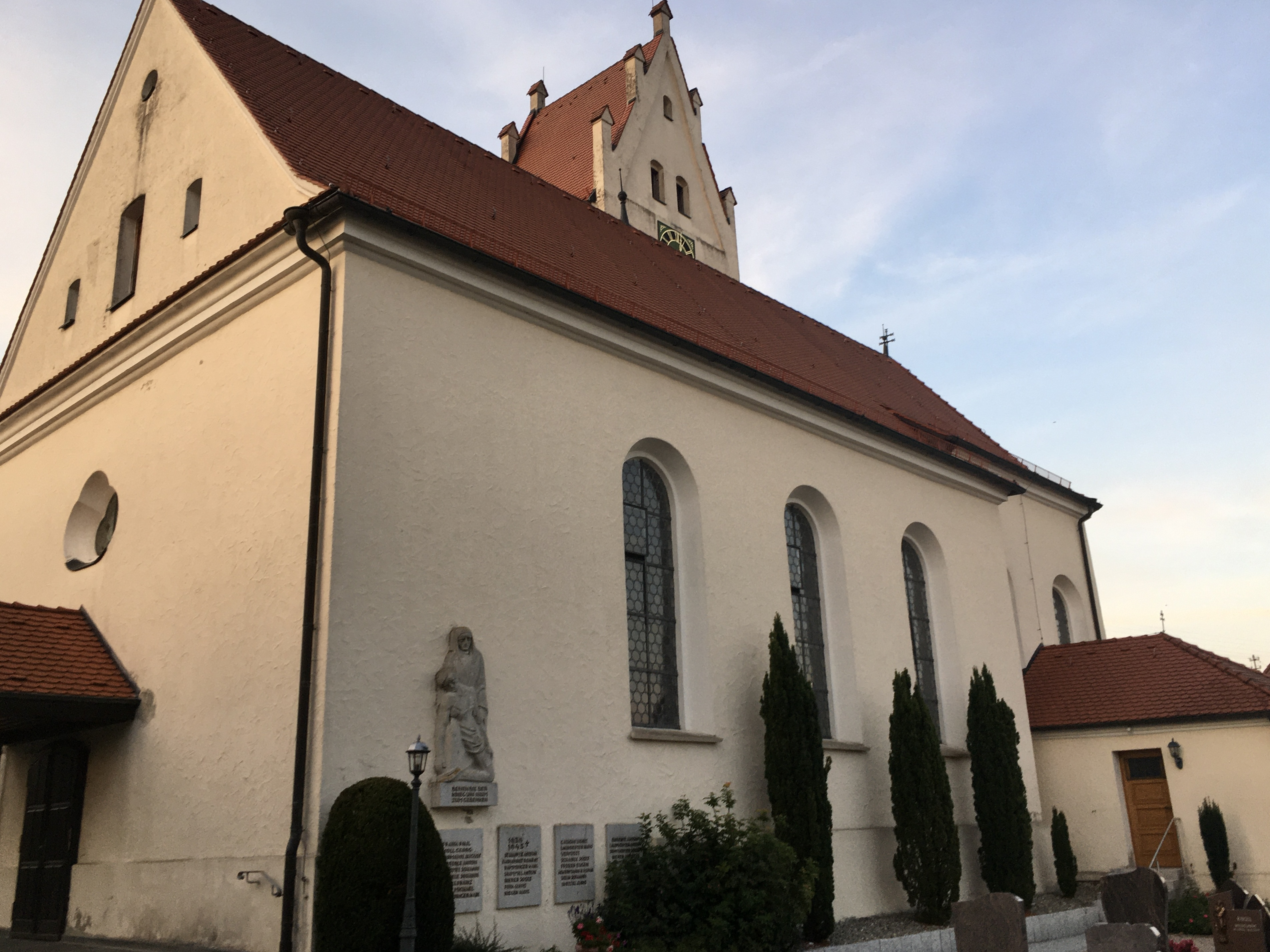
Kirche St. Michael

- Schloss der Freiherren von Freyberg, erbaut 1701 bis vor 1706. Bereits 1412 befand sich in Altheim eine Burg[6].
- Pfarrkirche von 1785, mit dem spätgotischen Kirchturm von ca. 1485.

## Persönlichkeiten
Ehrenbürger
- Tiberius Denkinger, * 2. Juli 1886 in Altheim (bei Ehingen), † ..., Oberstudiendirektor am Gymnasium Riedlingen

Söhne und Töchter der Stadt
- Johann Christoph von Freyberg, * 28. September 1616 auf Schloss Altheim, † 1. April 1690 in Dillingen an der Donau, 1665–1690 Fürstbischof von Augsburg
- Tiberius Denkinger, * 2. Juli 1886 in Altheim, † ..., Oberstudiendirektor in Riedlingen, Lokalhistoriker, Ehrenbürger von Altheim